# John Muth
Pour les articles homonymes, voir Muth.
John Muth (27 septembre 1930 – 23 octobre 2005) est un macroéconomiste américain.
Il a notamment travaillé sur les anticipations rationnelles qu'il a fait connaître par un article en 1961, ainsi que sur l'économathématiques.
Il grandit à Saint-Louis dans le Missouri et fait des études d’ingénieur civil à l’Université Washington à Saint-Louis.
En 1952, il étudie l'économie mathématique à l'institut de technologie Carnegie à Pittsburg en Pennsylvanie.
En 1954, il publie une courte note sur l'existence d'une croissance équilibrée.
1. ↑  Alain BÉRAUD, « JOHN F. MUTH ET L’ÉMERGENCE DE LA NOTION
D’ANTICIPATIONS RATIONNELLES », HAL Open science,‎ 14 août 2016 (lire en ligne [PDF])

## Principaux ouvrages
- Charles C. Holt, Franco Modigliani, John F. Muth, and Herbert A. Simon, Planning Production, Inventories, and Work Force, 1960.
- John F. Muth, « Optimal Properties of Exponentially Weighted Forecasts », 1960, JASA
- John F. Muth, « Rational Expectations and the Theory of Price Movements », 1961, Econometrica 29, p. 315-335.